# Liste der Kulturdenkmale in Steina (Sachsen)

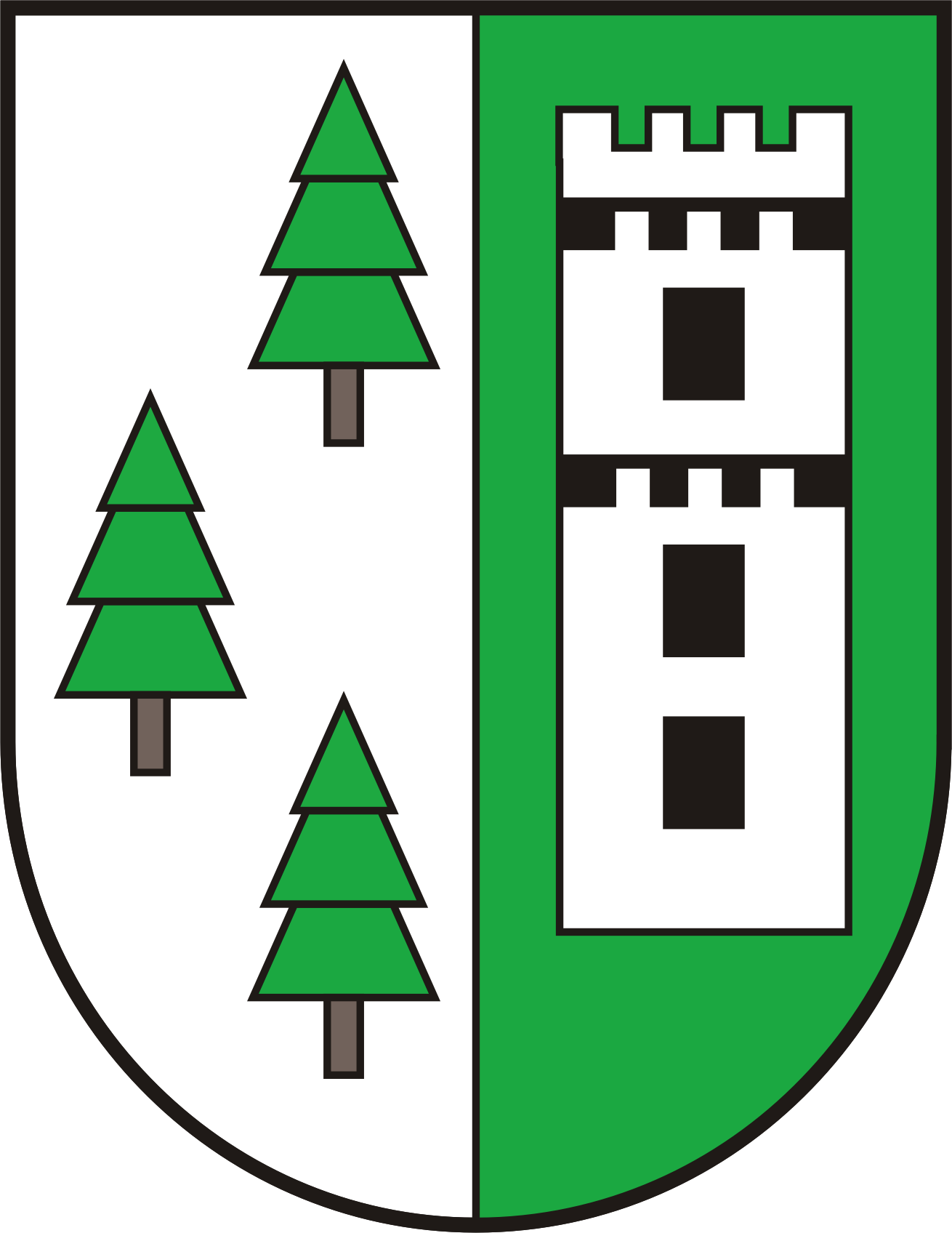
Wappen

In der Liste der Kulturdenkmale in Steina sind die Kulturdenkmale der sächsischen Gemeinde Steina verzeichnet, die bis Juni 2017 vom Landesamt für Denkmalpflege Sachsen erfasst wurden (ohne archäologische Kulturdenkmale). Die Anmerkungen sind zu beachten.
Diese Liste ist eine Teilliste der Liste der Kulturdenkmale im Landkreis Bautzen.

## Liste der Kulturdenkmale in Steina
| Bild                                    | Bezeichnung | Lage                                               | Datierung                                                                                    | Beschreibung | ID       |
| --------------------------------------- | --- | -------------------------------------------------- | -------------------------------------------------------------------------------------------- | --- | -------- |
| Direkt Bild zu diesem Denkmal hochladen | Rundbogenbrücke | (südlich des Ortes) (Karte)                        | 19. Jahrhundert                                                                              | Brücke über den Haselbach unmittelbar am Schwarzen Teich, aus Bruchstein, baugeschichtlich von Bedeutung | 09227536 |
| Direkt Bild zu diesem Denkmal hochladen | Teichständer | (Karte)                                            | 19. Jahrhundert                                                                              | Technikgeschichtlich von Bedeutung | 09227535 |
| Weitere Bilder                          | Schwedenstein; Gaststätte mit Nebengebäude, Turm und Gedenkstein                                                                                       | Am Schwedenstein 19 (Karte)                        | Bezeichnet mit 1866–1889 (Gasthaus); 1899 (Aussichtsturm)                                    | Gaststätte Putzbau im Stil des Historismus, baugeschichtlich und ortsgeschichtlich von Bedeutung. Zweigeschossig, polygonaler Erker, Holzloggia, Wetterfahne bezeichnet; Nebengebäude eingeschossig; Turm zweigeschossig mit Klinkerverzierung, Gedenktafel; Gedenkstein „Ziegenbalg, Rietschel, Lessing, Fichte, Kühn“. Der 14 Meter hohe Turm wurde 1898 durch den Gebirgs- und Verschönerungsverein Pulsnitz erbaut. 1990 bis 1991 wurde er saniert und um vier Meter aufgestockt. Die Gaststätte war ursprünglich ein Unterkunftsgebäude und hat seit ihrer Vergrößerung im Jahre 1909 das Schankrecht. 1967 fand die Eröffnung des heutigen Bergrestaurants statt, welches 2004–2005 renoviert wurde. | 09227495 |
| Weitere Bilder                          | Wegestein | An der Weißbach (Karte)                            | 19. Jahrhundert                                                                              | Granit, verkehrsgeschichtlich von Bedeutung, Granitstele mit dachartigem Abschluss, Inschrift auf der unteren Hälfte | 09227530 |
| Weitere Bilder                          | Luther-Gedenkstein | An der Weißbach (Karte)                            | Bezeichnet mit 1933                                                                          | Inschrift: „Unserm Reformator 1483 / 1933“, Granit, geschichtlich von Bedeutung | 09227529 |
| Direkt Bild zu diesem Denkmal hochladen | Rundbogenbrücke | An der Weißbach 13 (bei) (Karte)                   | 19. Jahrhundert                                                                              | Baugeschichtlich von Bedeutung | 09227531 |
| Weitere Bilder                          | Denkmal für die Gefallenen des Ersten Weltkrieges mit Einfriedung                                                                                      | An der Weißbach 15 (bei); Weißbach (Karte)         | Nach 1918                                                                                    | Ortsgeschichtlich von Bedeutung, Granit | 09227519 |
| Weitere Bilder                          | Südöstliches Wohnstallhaus, zwei Seitengebäude und nordwestliche Scheune eines Vierseithofes                                                           | An der Weißbach 16 (Karte)                         | 4. Viertel 19. Jahrhundert                                                                   | Putzbauten mit Satteldach, baugeschichtlich, wirtschaftsgeschichtlich und ortsbildprägend von Bedeutung. Wohnstallhaus zweigeschossig, massiv. Wirtschaftsgebäude mit großer Tordurchfahrt. | 09227528 |
| Direkt Bild zu diesem Denkmal hochladen | Östliches Wohnstallhaus und Seitengebäude eines ehemaligen Dreiseithofes                                                                               | An der Weißbach 17 (Karte)                         | 1. Hälfte 19. Jahrhundert                                                                    | Wohnstallhaus Obergeschoss Fachwerk verbrettert, Seitengebäude mit äußerem Treppenaufgang, baugeschichtlich und wirtschaftsgeschichtlich von Bedeutung, an der Traufseite des Wohnstallhauses Lehmausfachung | 09227524 |
| Weitere Bilder                          | Schule | An der Weißbach 37 (Karte)                         | Um 1915                                                                                      | Putzbau mit Walmdach, Zwerchhaus mit Uhr, baugeschichtlich und ortsgeschichtlich von Bedeutung, zweigeschossig, Tür original, eine Zeit lang als Kindergarten genutzt (sogenannter Kindergarten II) | 09227521 |
| Weitere Bilder                          | Wohnstallhaus | An der Weißbach 43 (Karte)                         | 1. Hälfte 19. Jahrhundert                                                                    | Obergeschoss Fachwerk verbrettert, baugeschichtlich und ortsbildprägend von Bedeutung | 09227522 |
| Direkt Bild zu diesem Denkmal hochladen | Rundbogenbrücke | An der Weißbach 51 (vor) (Karte)                   | 19. Jahrhundert                                                                              | Baugeschichtlich von Bedeutung | 09227532 |
| Direkt Bild zu diesem Denkmal hochladen | Rundbogenbrücke | An der Weißbach 52 (vor) (Karte)                   | 19. Jahrhundert                                                                              | Baugeschichtlich von Bedeutung | 09227533 |
|                                         | Schule mit Einfriedung | Elstraer Straße 8 (Karte)                          | 1911                                                                                         | Heute Kindergarten, vielgliedriger Putzbau mit reicher Dachlandschaft sowie Dachreiter mit Uhr, baugeschichtlich und ortsgeschichtlich von Bedeutung, Dachreiter mit Uhr, Wetterfahne | 09227501 |
|                                         | Bergkeller | Elstraer Straße 18 (Karte)                         | Bezeichnet mit 1821                                                                          | Kulturhistorisch von Bedeutung, zwei Räume, tonnengewölbt, Granittürstock | 09227503 |
| Direkt Bild zu diesem Denkmal hochladen | Wohnhaus mit Stall-Schuppenanbau, hofseitiger Bergkeller und vier Granit-Durchsteckpfosten der Einfriedung                                             | Elstraer Straße 34 (Karte)                         | Anfang 19. Jahrhundert                                                                       | Wohnhaus Obergeschoss Fachwerk verputzt, Bergkeller Bruchstein, Granitgewände, baugeschichtlich und kulturgeschichtlich von Bedeutung. Wohnhaus (Obergeschoss Fachwerk, verputzt) mit straßenseitigem Vorbau und seitlichem Stall-Schuppenanbau, beide Anbauten mit abgeschlepptem Dach; Erdgeschoss-Fenster mit Sterngewänden. Weitgehend originale zweiflüglige Holzfenster erhalten, Erdgeschoss Wintervorsetzfenster mit beweglichem Oberlichtflügel erhalten. | 09227504 |
| Weitere Bilder                          | Denkmal für die Gefallenen des Ersten Weltkrieges | Elstraer Straße 38 (gegenüber); Obersteina (Karte) | Nach 1918                                                                                    | Ortsgeschichtlich von Bedeutung | 09227505 |
| Direkt Bild zu diesem Denkmal hochladen | Brunnen | Hauptstraße 4 (Karte)                              | Bezeichnet mit 1883                                                                          | Bestehend aus Granitquadern und Zwickelmaterial, bezeichnet mit „1883 Prescher“, hoher Authentizitätsgrad und Seltenheitswert, technikgeschichtlich von Bedeutung. Brunnen ca. 5 m tief, bestehend aus konischen Granitquadern mit Zwickelmaterial trocken versetzt (Ringstärke ca. 60–80 cm, innerer Brunnendurchmesser ca. 1 m); Ummantelung mit ca. 1 m dicker Schicht aus gestampftem Lehm – gehört laut Vorschriften zum Bau von Brunnen aus 4. Viertel des 19. Jahrhunderts zur Brunnenanlage direkt dazu, entspricht Isolierung und Hygieneschutz. Brunnen im Zusammenhang mit dem Bau von Landarbeiterhäusern laut Bezeichnung 1883 entstanden; in einem Kaufvertrag von 1921 erwähnt. Brunnen weitgehend unversehrt erhalten. | 09229993 |
| Direkt Bild zu diesem Denkmal hochladen | Erbgericht; Westliches Wohnhaus und nördliche Scheune mit Laubengang eines Vierseithofes sowie Granittrog und Einfriedung                              | Hauptstraße 84 (Karte)                             | Anfang 19. Jahrhundert (Wohnstallhaus); 1924 (Einfriedung); bezeichnet mit 1848 (Wassertrog) | Wohnhaus Obergeschoss Fachwerk verbrettert, Granittrog bezeichnet mit 1848, Einfriedung bezeichnet mit 1924, baugeschichtlich und straßenbildprägend von Bedeutung, Wohnstallhaus, Obergeschoss Fachwerk (ausgemauert) Scheune aus Bruchsteinmauerwerk | 09227517 |
| Direkt Bild zu diesem Denkmal hochladen | Südliches Wohnstallhaus (Nr. 85), westliches Seitengebäude, nördliche Scheune und östliches Ausgedinge (Nr. 85a) eines Vierseithofes sowie Toreinfahrt | Hauptstraße 85, 85a (Karte)                        | Bezeichnet mit 1858                                                                          | Wohnstallhaus und Seitengebäude Obergeschoss Fachwerk, teils verputzt, teils verbrettert, Seitengebäude Obergeschoss Sichtfachwerk, Scheune verbrettert, baugeschichtlich, wirtschaftsgeschichtlich und ortsbildprägend von Bedeutung, Wohnstallhaus und Ausgedinge im Obergeschoss Fachwerk (verbrettert bzw. verputzt), Seitengebäude im Obergeschoss Sichtfachwerk | 09227507 |
| Direkt Bild zu diesem Denkmal hochladen | Wohnstallhaus | Hauptstraße 91 (Karte)                             | 1. Viertel 19. Jahrhundert                                                                   | Obergeschoss teilweise Fachwerk verputzt, Giebel verbrettert, baugeschichtlich von Bedeutung, zweigeschossig | 09227508 |
| Direkt Bild zu diesem Denkmal hochladen | Wasserschöpfstelle mit Einfriedung | Hauptstraße 95 (Karte)                             | 19. Jahrhundert                                                                              | Offene Wasserschöpfstelle aus Granitblöcken mit schmiedeeiserner Gittereinfassung, weitgehend original erhalten und von Seltenheitswert, kulturgeschichtlich und sozialgeschichtlich von Bedeutung. Tiefe, rechteckige Öffnung, Wände aus Granitquadern, teilweise überdeckt mit großer Granitplatte, seitliche Wangen leicht geschwungen, schmiedeeiserne Gitter grenzen gegen Fußweg ab und Öffnung auch nach oben vergittert. | 09304150 |
| Direkt Bild zu diesem Denkmal hochladen | Denkmal für die Gefallenen des Ersten Weltkrieges | Hauptstraße 111 (gegenüber); Niedersteina (Karte)  | Nach 1918                                                                                    | Ortsgeschichtlich von Bedeutung | 09227510 |
| Direkt Bild zu diesem Denkmal hochladen | Scheune eines Hakenhofes | Hauptstraße 115 (Karte)                            | 2. Hälfte 19. Jahrhundert                                                                    | Obergeschoss Fachwerk verbrettert, Giebel ornamental verschiefert, baugeschichtlich und straßenbildprägend von Bedeutung | 09227511 |
| Direkt Bild zu diesem Denkmal hochladen | Fabrikantenvilla, rückseitiges Nebengebäude, Einfriedung und Toreinfahrt                                                                               | Hauptstraße 124 (Karte)                            | Bezeichnet mit 1900                                                                          | Putzbau mit Mittelrisalit und einfacher Putzgliederung, Eingangshäuschen, baugeschichtlich und ortsgeschichtlich von Bedeutung, Villa, zweigeschossig, Mittelrisalit, schlichte Zierelemente | 09227513 |
| Direkt Bild zu diesem Denkmal hochladen | Südwestliches Verwaltungsgebäude über winkligem Grundriss und daran anschließendes Produktionsgebäude einer Fabrikanlage sowie Einfriedung             | Hauptstraße 126 (Karte)                            | 1920er Jahre (Verwaltungsgebäude); Ende 19. Jahrhundert (Fabrikgebäude)                      | Verwaltungsgebäude im traditionalistischen Stil der 1920er Jahre mit Art-Déco-Stilelementen, baugeschichtlich, ortsgeschichtlich und ortsbildprägend von Bedeutung. Verwaltungsgebäude: zweigeschossig, Gurtgesims, polygonaler Turm mit geschweifter Haube, zum Teil originale Fenster (Erdgeschoss Oberlicht mit gesprosstem Radfenster). Produktionsgebäude: schlichter, klargegliederter dreigeschossiger Baukörper, Fenster mit reicher Sprossung (Industriefenster) und Segmentbogen. Einfriedung: zum Teil original erhaltener schmiedeeiserner Zaun mit dekorativen Mittelfeldern je Zaunsfeld. | 09227514 |
| Direkt Bild zu diesem Denkmal hochladen | Wohnstallhaus | Hauptstraße 132 (Karte)                            | Türstock bezeichnet mit 1863                                                                 | Obergeschoss Fachwerk verkleidet, weitgehend authentisch erhaltenes Dokument der historischen Hauslandschaft des Ortes, baugeschichtlich von Bedeutung, Obergeschoss Fachwerk verkleidet mit Kunstschiefer, originale zweiflügelige Holztür, vierstufige Granittreppe, Stall mit Kreuzgewölbe, Keller mit Gewölben | 09227515 |
| Direkt Bild zu diesem Denkmal hochladen | Wohnstallhaus (ohne Anbau) sowie Einfriedung | Kurze Gasse 1 (Karte)                              | 1. Hälfte 19. Jahrhundert                                                                    | Obergeschoss Fachwerk verbrettert, sieben Granit-Durchsteckpfosten der Einfriedung, baugeschichtlich und ortsbildprägend von Bedeutung | 09227509 |
| Weitere Bilder                          | Wohnstallhaus | Ohorner Straße 21 (Karte)                          | Mitte 19. Jahrhundert                                                                        | Obergeschoss Fachwerk verputzt, baugeschichtlich von Bedeutung | 09227499 |
| Weitere Bilder                          | Turmwindmühle | Ohorner Straße 26a (Karte)                         | Um 1880                                                                                      | Technikgeschichtlich von Bedeutung, ehemalige Windmühle, 2000 Umbau zu Wohnzwecken (Bruchsteinmauerwerk, Putzfassade) | 09227044 |
| Weitere Bilder                          | Wohnstallhaus | Ohorner Straße 34 (Karte)                          | Laut Auskunft 1856                                                                           | Eingeschossig mit verbrettertem Kniestock, baugeschichtlich und sozialgeschichtlich von Bedeutung. Vergleiche Ohorner Straße 7, gleicher Haustyp. Es handelt sich um ein eingeschossiges Gebäude aus der Zeit um 1850, welches über seinem Drempel ein Satteldach aufweist. Die Unterteilung in einen Wohn- und einen Wirtschaftsteil ist noch erhalten. Das Erdgeschoss ist durchgängig in Bruchstein ausgeführt und zu großen Teilen noch verputzt. Der Drempel sowie die Giebelseiten sind holzverbrettert, das Satteldach trägt eine Deckung aus Präolitschindeln. Durchgängig erhalten haben sich außerdem die originalen Fenster (Ausführung in Holz, zweiflüglig mit Quersprossen, im Erdgeschoss auch mit Wintervorsatzfenstern und dreiteiligem Stallfenster), im Wirtschaftsteil befindet sich neben dem Stallfenster eine rechteckige Öffnung mit zweiflügligem Holztor. Unterstrichen wird der Authentizitätsgrad durch originale Details, die im Inneren sichtbar wurden: so hat sich im Erdgeschoss im großen Wohnraum die herkömmliche Holzbalkendecke sowie die Dielung erhalten. Im Obergeschoss wird sichtbar, dass die Drempelwände eine Fachwerkkonstruktion mit Andreaskreuzen aufweist, weiterhin sind bauzeitliche Türen und Dielenfußböden vorhanden. | 09227498 |

## Streichungen von der Denkmalliste
| Bild                                    | Bezeichnung                                                        | Lage                            | Datierung                 | Beschreibung | ID       |
| --------------------------------------- | ------------------------------------------------------------------ | ------------------------------- | ------------------------- | --- | -------- |
| Direkt Bild zu diesem Denkmal hochladen | Schlauchturm                                                       | An der Weißbach (Karte)         |                           | |          |
| Weitere Bilder                          | Rundbogenbrücke                                                    | An der Weißbach 3 (bei) (Karte) |                           | |          |
| Direkt Bild zu diesem Denkmal hochladen | Bauernhof mit Wohnstallhaus und Nebengebäude                       | An der Weißbach 12 (Karte)      |                           | Obergeschoss des Wohnstallhauses mit verbrettertem Fachwerk, Nebengebäude mit äußerem Treppenaufgang                                      |          |
| Direkt Bild zu diesem Denkmal hochladen | Wohnstallhaus                                                      | An der Weißbach 23 (Karte)      |                           | Obergeschoss mit verbrettertem Fachwerk                                                                                                   |          |
| Direkt Bild zu diesem Denkmal hochladen | Wohnstallhaus (ohne massiven Anbau) und Scheune eines Zweiseithofs | An der Weißbach 45              |                           | |          |
| Direkt Bild zu diesem Denkmal hochladen | Wohnstallhaus auf L-förmigem Grundriss                             | Elstraer Straße 15 (Karte)      |                           | Obergeschoss mit verbrettertem Fachwerk                                                                                                   |          |
| Direkt Bild zu diesem Denkmal hochladen | Eingeschossiges Wohnstallhaus und Scheune eines Hakenhofs          | Hauptstraße 77 (Karte)          |                           | Obergeschoss mit verbrettertem Fachwerk                                                                                                   |          |
| Direkt Bild zu diesem Denkmal hochladen | Wohnhaus in offener Bebauung                                       | Hauptstraße 83 (Karte)          |                           | Obergeschoss mit Fachwerk, weitgehend unveränderte Bausubstanz                                                                            |          |
| Direkt Bild zu diesem Denkmal hochladen | Wohnstallhaus                                                      | Hauptstraße 94 (Karte)          | 1. Hälfte 19. Jahrhundert | Obergeschoss Fachwerk verbrettert, baugeschichtlich von Bedeutung, integrierte Scheune, Giebel massiv. Zwischen 2021 und 2024 abgerissen. | 09227516 |
| Direkt Bild zu diesem Denkmal hochladen | Wohnstallhaus                                                      | Hauptstraße 120 (Karte)         |                           | Obergeschoss mit verbrettertem Fachwerk                                                                                                   |          |
| Direkt Bild zu diesem Denkmal hochladen | Hakenhof mit Wohnhaus und Nebengebäude                             | Kamenzer Straße 2 (Karte)       |                           | Obergeschoss mit verbrettertem Fachwerk                                                                                                   |          |
| Direkt Bild zu diesem Denkmal hochladen | Wohnhaus                                                           | Ohorner Straße 14 (Karte)       |                           | Obergeschoss mit Fachwerk |          |
| Direkt Bild zu diesem Denkmal hochladen | Wohnstallhaus auf L-förmigem Grundriss mit Frackdach               | Ohorner Straße 18 (Karte)       |                           | Kniestock mit Fachwerk |          |
| Direkt Bild zu diesem Denkmal hochladen | Wohnstallhaus eines Zweiseithofs mit Handschwengelpumpe            | Schleppenweg 5 (Karte)          |                           | Obergeschoss mit Fachwerk |          |

## Tabellenlegende
- Bild: Bild des Kulturdenkmals, ggf. zusätzlich mit einem Link zu weiteren Fotos des Kulturdenkmals im Medienarchiv Wikimedia Commons. Wenn man auf das Kamerasymbol klickt, können Fotos zu Kulturdenkmalen aus dieser Liste hochgeladen werden:
- Bezeichnung: Denkmalgeschützte Objekte und ggf. Bauwerksname des Kulturdenkmals
- Lage: Straßenname und Hausnummer oder Flurstücknummer des Kulturdenkmals. Die Grundsortierung der Liste erfolgt nach dieser Adresse. Der Link (Karte) führt zu verschiedenen Kartendiensten mit der Position des Kulturdenkmals. Fehlt dieser Link, wurden die Koordinaten noch nicht eingetragen. Sind diese bekannt, können sie über ein Tool mit einer Kartenansicht einfach nachgetragen werden. In dieser Kartenansicht sind Kulturdenkmale ohne Koordinaten mit einem roten bzw. orangen Marker dargestellt und können durch Verschieben auf die richtige Position in der Karte mit Koordinaten versehen werden. Kulturdenkmale ohne Bild sind an einem blauen bzw. roten Marker erkennbar.
- Datierung: Baubeginn, Fertigstellung, Datum der Erstnennung oder grobe zeitliche Einordnung entsprechend des Eintrags in der sächsischen Denkmaldatenbank
- Beschreibung: Kurzcharakteristik des Kulturdenkmals entsprechend des Eintrags in der sächsischen Denkmaldatenbank, ggf. ergänzt durch die dort nur selten veröffentlichten Erfassungstexte oder zusätzliche Informationen
- ID: Vom Landesamt für Denkmalpflege Sachsen vergebene, das Kulturdenkmal eindeutig identifizierende Objekt-Nummer. Der Link führt zum PDF-Denkmaldokument des Landesamtes für Denkmalpflege Sachsen. Bei ehemaligen Kulturdenkmalen können die Objektnummern unbekannt sein und deshalb fehlen bzw. die Links von aus der Datenbank entfernten Objektnummern ins Leere führen. Ein ggf. vorhandenes Icon  führt zu den Angaben des Kulturdenkmals bei Wikidata.